# Rákóczi út

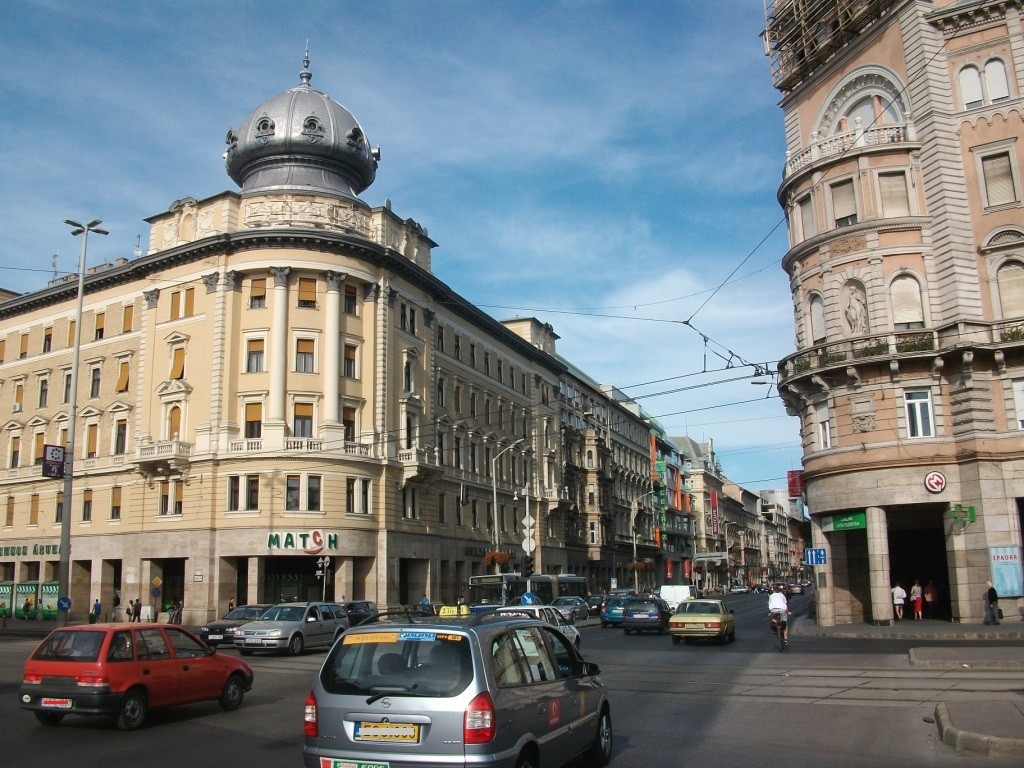
Intersección de Rákóczi út y Nagykörút.

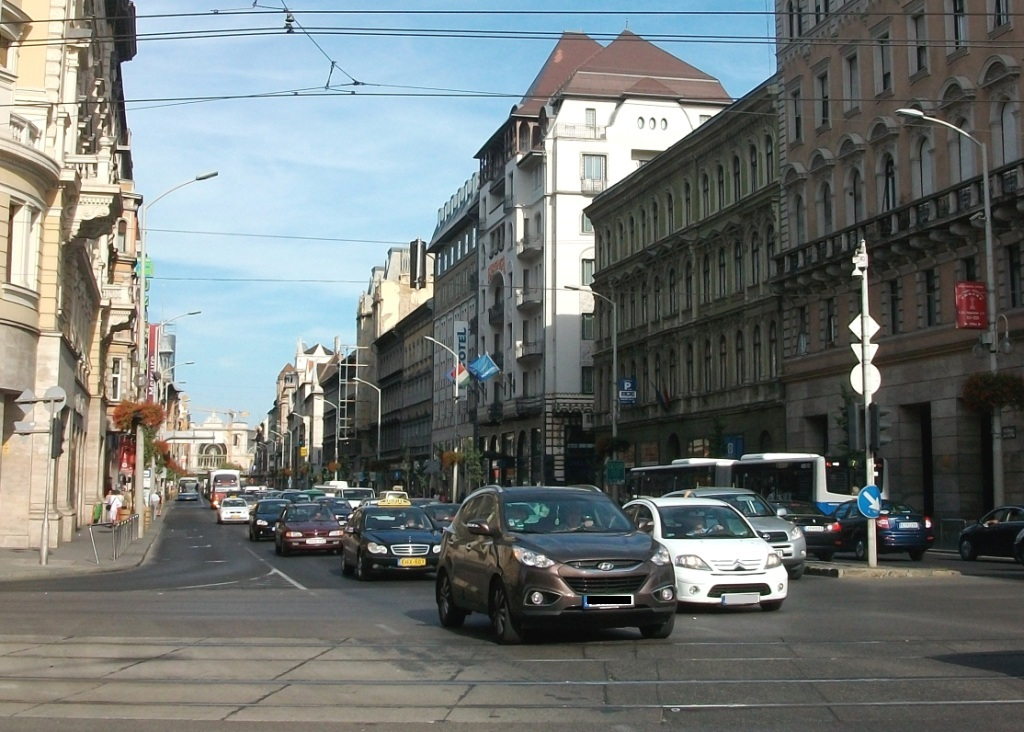
Rákóczi út, con la Estación de Budapest-Keleti al fondo.

Rákóczi út (Avenida Rákóczi) es una de las arterias más importantes de Budapest, Hungría. Discurre en dirección este-oeste por el centro de la ciudad.

## Localización
Comienza en Astoria, la intersección con el Kiskörút, y discurre hacia el este entre los distritos VII. y VIII., cruzando el Nagykörút hasta que llega a la Estación de Budapest-Keleti (la estación central interurbana y la estación internacional de trenes de Budapest).

## Historia
El antecesor de la Avenida Rákóczi fue Hatvani út ("Camino a Hatvan"), una calle comercial medieval que discurría desde la puerta este de Pest (llamada Hatvani kapu, "Puerta de Hatvan", la actual Astoria) hacia el Norte de Hungría. En el siglo XIX la calle se hizo más y más importante debido a la urbanización y la industrialización. En 1804 fue renombrada Kerepesi út ("Camino a Kerepes"). 
La antigua calle se reconstruyó en estilo ecléctico después de la gran apertura de la Estación de Budapest-Keleti en 1884. Al comienzo del siglo XX era una de las avenidas más importantes de Budapest, junto con la Avenida Andrássy. En 1906 fue renombrada Rákóczi út (Avenida Rákóczi) en honor a Francisco II Rákóczi, cuando sus restos volvieron de Turquía a Hungría y su larga marcha fúnebre pasó por la avenida, desde la Basílica de San Esteban hasta la Estación de Budapest-Keleti. El primer semáforo de Hungría se construyó en la intersección de la Avenida Rákóczi y el Gran Bulevar (Blaha Lujza tér) en 1926.
En la década de 1970 se ensanchó la calle; las vías del tranvía se retiraron en 1973 debido a la apertura de la Línea 2 del Metro de Budapest en 1972. En la actualidad la Avenida Rákóczi es una arteria de seis carriles, descrita en ocasiones como una autopista urbana.

## Edificios notables
- Danubius Hotel Astoria (Astoria Szálló, en la calle Kossuth Lajos)
- Uránia National Movie Theatre (Uránia Nemzeti Filmszínház)
- Academia de teatro y cine de Budapest (Színház- és Filmművészeti Egyetem)

- Hospital de San Roque (Szent Rókus Kórház)
- Teatro Nacional (1908-1964, fue demolido para la construcción de la Línea 2 del Metro)
- Europeum (centro comercial)
- Estación de Budapest-Keleti